# Урарту
Урарту је била античка краљевина у Јерменији, а налазила се на планинској висоравни између Мале Азије, Месопотамије и Кавказа (касније познатој као Јерменска висораван). Смештена је око језера Ван у данашњој источној Турској. Краљевина је постојала од око 860. п. н. е. до 565. п. н. е. Име одговара библијском имену „Арарат“.

## Име
Име „Урарту“ долази од извора са арамејског језика, који је био дијалект акадског. Изворно име краљевине је било „Биаинили“. Истраживачи верују да је „Урарту“ акадска варијација од „Арарата“ из Старог завета. Планина Арарат се стварно налазила на територији Урарту, око 120 километара северно од престонице. Арарат се у Старом завету спомиње као планина, али и као античка краљевина северно од Месопотамије. Ране јерменске хронике (око 5. до 7 века) тврде да је оригинално име Јерменије „земља Арарада“. Варијације вероватно потичу од јерменског „Ајрарат“, што би значило „земља храбрих“ и „земља Јерменаца“.
Неки научници (Карл Фридрих Леман-Хаупт) (1910) верују да је народ Урартуа себе звао „Калдини“, према њиховом богу Калдију. Један народ подручја Ван, народ Наири понекад се сматра повезаним или истим.
Урарту се често називао „Краљевина Арарат“ у многим античким манускриптима и светим писмима различитих нација. Разлог за неизвесност имена (Урарту или Арарат) је због варијација у изворима. Писани језици тога времена нису користили вокале, него само консонанте. Реч је на пример у античком извору била записана као „РРТ“ а то је могли бити и Арарат и Урарту.
Антички извори су користили „Јерменија“ и „Урарту“ наизменично и то је био назив за исту земљу. На пример, тројезични Бехистунски натписи, који су уклесани 520. п. н. е. по налогу персијског цара Дарија Великог спомиње „Арминију“ на староперсијском, а превод на еламитски је „Харминуја“, а на акадски је „Урарту“.
Краљевина је била позната Грцима као „Јерменија“, а касније и Римљанима. У касном 7. веку п. н. е. и раном 6. веку п. н. е. Краљевина Урарту је замењена Краљевством Јерменија, под вођством јерменске династије Оронтида.
| |  |
| Лево – натпис на темељима тврђаве Еребуни на врх брда крај Јеревана. (натпис је на Урарту језику на клинастом писму, посуђеном од Асираца. Десно – фрагмент бронзаног шлема из времена То Аргишти I, на којој је нацртан мотив „дрвета живота популарног у натичким друштвима“ (Шлем је откривен при ископавањима тврђаве Оф Тејшебаини). |  |

## Географија
Царство Урарту заузимало је око 200.000 квадратних миља, од реке Куре на југу до врхова Тауруса на северу, те од Еуфрата на западу, до Каспијског језера на истоку.
Урарту се протезао од северне Месопотамије до јужног Кавказа, укључујући данашњу Јерменију све до реке Куре. Урарту тврђаве су биле Еребуни (данашњи Јереван), Ван, Армавир, Анзаф, Кавустепе и друге.

## Откриће
Фридрих Едуард Шулц је 1827. у име француског оријенталног друштва путовао у подручје језера Ван. био је инспирисан причама о краљици Семирамиди јерменског историчара из 5. века Мозеса од Корене. Шулц је открио рушевине града и бројне написе, већином на асирском, а делом на тада непознатом језику. Шулц је открио Келишин, који је био на асирском и урарту, а налазио се на Келишин прелазу на ирачко-иранској граници. Курди су 1829. убили Шулца и делови његових белешки су изгубљени. Британски асиролог Хенри Кресвик Ролинсон покушао је да копира напис на стели, али није успео. Немачки истраживач Рош је неколико година касније убијен. Остен Хенри Лајард је касних 1840тих описивао гробове Ван-Келеси и Аргишти. Од 1870их локално становништво је почело да краде са Топракала рушевина и да продаје нађено европским научницима.

## Историја

### Порекло (13—9. век п. н. е.)
Асирски извори Шалманасара I (око 1270. п. н. е.) помињу Урарту као једну од држава народа Наири, лабаву конфедерацију малих краљевина и племенских савеза на јерменској висоравни у 13. - 11. веку пре Христа. Уруартри су били око језера Ван. Наири државе су биле више пута освајане од стране Асирије, посебно у доба Тукулти Нинурте I (око 1240. п. н. е.), Тиглат Пилесара I (око 1100. п. н. е.), Ашурбелкала (око 1070. п. н. е.), Ададнирарија II (око 900. п. н. е.), Тукулти Нинурте II (око 890. п. н. е.) и
и Асурнасирпала II (883.- 859. п. н. е.). Према асирским изворима Урарту је представљао моћног северног ривала. Наири државе и племена ујединиле су се у јединствену краљевину под краљем Арамуом (око 860.-843. п. н. е.). Главни град краљевине Арзашкун освојио је асирски краљ Шалманасар III.

### Успон Урартуа (9. век - 714. п. н. е.)
Сардур I (око 832.-820. п. н. е.) је преместио престолницу у антички град Тушпа (данас Ван) на обали језера Ван. Престоницу је заштитио утврдама. Његов син Испуини је анектирао суседну државу Мусасир. Његов наследник Менуа (око 800. -785.) исто тако је доста територијално повећао краљевину и оставио је на много места записе. Урарту је десегла врхунац војне моћи за време Менуиног сина Аргиштија I (око. 785-760 пре Хр) и постала је једна од најмоћнијих краљевона Блиског истока. Аргишти I је освојио територије дуж реке Аракс и језера Севан. Асирски краљ је водио Шалманасар IV водио је против њега неуспешну кампању. У једном тренутку војска Урартуа је дошла до Вавилона, заузимајући град. Аргишти I је основао неколико нових градова, а ту се посебно истиче Еребуни (Јереван), кога је основао 782. п. н. е.
На свом врхунцу Урарту се протезао северно иза реке Аракс и језера Севан и обухватао је данашњу Јерменију, јужни део Грузије готово до обала Црног мора. Западно се протезао до извора Еуфрата, а источно до Табриза, а јужно до извора Тигриса.

### Назадовање и опоравак (714 - 640 пре Хр)
Током 714. п. н. е. Урарту се нашло на удару Кимеријанаца, а затим и асирског краља Саргона II. Саргон је победио краља Урартуа Руса I на језеру Урмиа. Главни храм Урартуа у Мушаширу био је опљачкан. Међутим Русин син Аргишти II (714.-685. п. н. е.) је успео да поврати моћ Урартуа у исто време одржавајући мир са Асиријом. Дуг период мира омогућио је дуг период развоја и напретка, а то се наставило и током власти краља Руса II (685-645 пре Хр). После Русе II, Урарту је постао слаб и зависан од Асирије, па је син Русе II, краљ Сардур III (645-635 пре Хр) називао асирског краља „отац“.

### Каснији период (640-580их пре Хр)
Према клинастом писму Урартуа после Сардурија III уследила су три краља Еримена (635.-820. п. н. е.), његов син Руса III (620-609 пре Хр) и после Руса IV (609-590 пре Хр). Познато је да је касних 600тих пре Хр (за време краља Сардура III) Урарту напали Сики и њихови савезници Међани. Медијски краљ Киаксар је 612. п. н. е. освојио Асирију. Бројне рушевине из тог времена у Урартуу показују да су биле уништене палежом. То даје могућност два могућа сценарија:
- или је Медија заузела Урарту
- или је Урарту задржао независност, а догодила се само промену династије, тј локална династија Оронтиди збацила је тада владајућу династију уз помоћ медијске војске

Антички извори подупиру други сценарио:
- Ксенофон на пример тврди да Јерменија, којом су владали Оронтиди није била покорена све до власти међанског краља Астијага (585-550 пре Хр), што је било много након међанске инвазије у 7. веку пре Христа[4].
- Страбон је написао да је у античка времена Велика Јерменија владала целом Азијом, након што је сломила царство Сиријаца, а да је касније у доба Астијага изгубила[5].
- Према Старом завету пророк Јеремија је око 593. п. н. е. позивао краљевину Арарат и медијске савезнике да сруше Вавилон
- ране јерменске хронике узимају хебрејске и грчке изворе, а по њима јерменски кнез је уз помоћ међанског краља Киаксара освојио Асирију[6]

Тако различити извори подупиру претпоставку да је након краља Сардура III дошло до промене династије. Јерменска династија Оронтида заменила је династију Араму уз помоћ Међана, а као контрауслугу помогли су Међанима да заузму Асирију.
Све то индицира да су краљеви Еримена, Руса III и Руса IV заправо урарту имена за најраније Оронтидске краљеве Урартуа (Јерменије). У време раних Оронтида Урарту је остао моћна независна краљевина, коју су различити извори звали Урарту, Арарат или Јерменија.
Крај Урартуа је био насилан, јер су спаљене многе тврђаве. До краја шестог века Јермени су заменили Урартуанце

## Економија и политика
Већина становништва се бавила пољопривредом. Били су стручњаци за архитектуру помоћу камена. Били су и стручњаци за метал, тако да су извозили металне ћупове у Фригију и Етрурију. Ископавањима се дошло до куђа са два спрата са унутрашњим украсима по зидовима, прозорима и балконима. Градови су имали добро развијено снабдевање водом, која се доводила из поприлично великих даљина. Постојала је и развијена канализација.
Њихов краљ је био и главни свештеник или изасланик бога Калдија, њиховог главног божанства. Неки храмови Калдија били су делови комплекса краљевских палата, док су други представљали независне структуре. Други богови су били бог небеса Тејшеба (Тешуб од Хуријана и Хурита) и бог Сунца Шивини.

## Језик
Урарту језик није припадао ни семитским језицима ни индоевропским језицима. Припадао је хуритско-урартској фамилији језика. Преживео је на многим натписима у краљевини Урарту, која су писана асирским клинастим писмом. Народ Урартуа је имао и хијероглифско писмо, али касније се користило само за рачуноводство и религиозне сврхе.
Урарту натписи су били на два писма:
- локално развијене хијероглифе
- клинасто писмо посуђено од Асираца и Хетита

Урартско клинасто писмо дели се даље на две групе:
- мањина је писала акадским језиком, службеним језиком Асирије
- већина натписа је била на урарту језику, халдејском или нео-хуритском, који је повезан са хуритским у хуритско-урарту групи језика

Има велике сличности са кавкаским језицима. До данас је нађено око 500 натписа на клинастом писму на урартуу. Садрже око 350 до 400 речи, већина је са урартуа, иако има посуђених са других језика. Највећи број посуђених је са јерменског, око 70 речи-корена.
У почетку су у Урартуу користили локалне хијероглифе, које су касније прилагодили асиријском клинастом писму. После 8. века пре Христа хијероглифско писмо је ограничено само на ралуноиводствене и религиозне сврхе. узорци урарту писаног језика преживели су на многим натписима у подручју Урартуа. За разлику од клинастог писма хијероглифски текстови нису успешно деширфовани. Због тога се научници не слажу који су језик користили у текстовима.

### Дебата о писаном језику
Лингвистика и етнички састав Урартуа је предмет дебата међу научницима. Већина верује да је краљевска и владајућа елита говорила урарту и да је владала мултиетничким друштвом, а у канијим раздобљима Урарту државе већина становништва је говорила јерменски. По тој теорији становништво, које је говорило јерменски било је потомак прото-Јермена, који су се преселили са јерменске висоравни у 7. веку пре христа и помешали се са хуритским становништвом (фригијска теорија по Херодоту ).
Мањина научника (међу њима су углавном службени историографи Јерменије) верује да је урарту био само формални писани језик, док је становништво, укључујући и краљевски двор говорило јерменски. Теорија се заснива на јако ограниченом вокабулару у урарту клинастом писму. Даље приметили су да након 250 година кориштења није било развоја, што је индикатор да је то био мртви језик.

## Етнички састав
С лингвистичке тачке гледишта већина научника верује да су становници Урартуа повезани са Хуритима. Мањина сматра да су Јермени населили Урарту.
Јермени се наследили државу Урарту у 6. веку пре Христа , и по мишљењу већине били су присутни у Анадолији од 1200. п. н. е., а током неколико векова раширили су се до Јерменске висоравни. По том сценарију јермени су се између 1200. и 700 пре христа населили у своју домовину у источној Малој Азији. Били су потиснути из Фригије инвазијом Кимеријана 696. п. н. е.
По супротној теорији или тзв јерменској хипотези прото-индоевропска домовина је на јерменској висоравни и Јермени су ту током целог постојања државе Урарту. Накомн нестанка Урартуа Јермени су доминирали височјем и апсорбовали су делове пријашње Урарту културе.